# Openbaar Ministerie van de Russische Federatie

Embleem van Openbaar Ministerie van de Russische Federatie

Het Openbaar Ministerie van de Russische Federatie (Russisch: Прокуратура Российской Федерации, Prokoeratoera Rossiejskoj Federatsii) is een verenigd federaal gecentraliseerd systeem van organen, dat uit naam van de Russische Federatie toezicht houdt op de inachtneming van de grondwet van de Russische Federatie en de uitvoering van de wetten die geldig zijn op het gebied van de Russische Federatie. Het Russische Openbaar Ministerie heeft ten dele dezelfde bevoegdheden als het Openbaar Ministerie in Nederland.

## Geschiedenis

### Ten tijde van de tsaren
Het Openbaar Ministerie werd in 1722 opgericht onder Peter de Grote en was bedoeld als een toezichthoudend orgaan dat moest dienen als 'het oog van de tsaar' ('oko gosoedarevo'), dat de tsaar diende te helpen bij het zorgen dat de wet werd nageleefd, dat belastingen werden geïnd, en diende te helpen bij het controleren van de politie en het ambtenarenapparaat. Deze alomvattende functie heeft het Openbaar Ministerie in de loop van de geschiedenis vaak gehinderd om ook daadwerkelijk op al deze taken toezicht te houden. Daardoor werd het Openbaar Ministerie er vaak van beschuldigd een slaafs instrument te zijn van lokale patronagenetwerken. Door de gigantische hoeveelheid aan te controleren overheidsinstellingen werd er vaak minder aandacht geschonken aan de strafvervolging. Ook hield het Openbaar Ministerie toezicht (nadzor) op de rechtbanken, waardoor deze in feite ondergeschikt waren aan het Openbaar Ministerie.
In 1864 werd samen met de rest van het Russische rechtssysteem ook het Openbaar Ministerie hervormd, waardoor de toezichthoudende taken van het Openbaar Ministerie wegvielen. Hierdoor kon het Openbaar Ministerie zich concentreren op strafvervolgingen.

### Ten tijde van de Sovjet-Unie
Nadat het Russische Openbaar Ministerie in 1917 door de Bolsjewieken was afgeschaft, werd er in 1922 weer een Openbaar Ministerie ingesteld, die moest toezien op alle overheidsorganen en moest zorgen dat de partijdecreten werden ingevoerd. Het idee achter dit systeem was dat er nu geen belangenconflict was tussen de bestuurders en de bestuurden. Beiden kwamen volgens de marxistische ideologie per slot van rekening uit de klasse van proletariërs. Met hetzelfde argument werd ook een scheiding der machten niet nodig geacht. Hierdoor werd het Openbaar Ministerie belangrijker geacht dan het systeem van rechtbanken. Het orgaan functioneerde nu als 'oog van de partij' en kreeg de reputatie onschuldige burgers op basis van valse bewijzen te veroordelen. De procurator had in het partijsysteem vaak een hoger gewaardeerde positie, en bovendien kon het ook toezicht houden op het rechtssysteem. Procureurs werden binnen de nomenklatoera van de CPSU door hogere partijorganen geselecteerd dan de rechters. Hierdoor kwam vrijspraak in een rechtszaak nauwelijks voor. Verdachten genoten bovendien nauwelijks bescherming tegen schending van hun rechten door politierechercheurs. 

### Perestrojka en daarna
Onder Michail Gorbatsjov, de laatste president van de Sovjet-Unie, ontstond er steeds meer kritiek op het Openbaar Ministerie, en ontstond er ten tijde van de perestrojka de wens om van de Sovjet-Unie een rechtsstaat te maken. Een onderdeel hiervan was de wens om de bevoegdheden van de prokoeratoera in te perken. Dit stond onder andere te lezen in de beschikking van de Opperste Sovjet van de RFSFR 'Over het concept tot rechtshervorming in de Russische Federatie'. Zo zou de rechtsprekende macht onafhankelijker moeten worden, zouden bepaalde bevoegdheden van de prokoeratoera (zoals huiszoekingen) pas mogen worden uitgeoefend na toestemming van de rechter, zou het recht op juridische bijstand moeten worden ingevoerd vanaf het moment van aanhouding, zou het accusatoir proces moeten worden ingevoerd waarbij de rechter alleen als scheidsrechter tussen twee partijen zou optreden, zou men moeten uitgaan van de onschuld van een verdachte tot de misdaad bewezen was en zou juryrechtspraak moeten worden ingevoerd. Deze doelstellingen werden bereikt. Andere doelstellingen zijn echter niet bereikt, zoals het verwijderen van de algemeen toezichthoudende functie van het Openbaar Ministerie.
In de loop der tijd heeft het Russische Openbaar Ministerie zijn positie op dit punt hard geprobeerd te verdedigen. Dit gebeurde zowel bij het invoeren van de wet 'Over het Openbaar Ministerie van de Russische Federatie' van 1992, als bij het invoeren van de nieuwe grondwet van 1993. In de wet van 1992 werden echter wel enkele beperkingen aan de supervisie van het Openbaar Ministerie gesteld. Zo mocht de prokoeratoera geen toezicht houden op burgers en mochten procureurs alleen actie ondernemen als er een indicatie was van een wetsovertreding. Dit betekende dat de prokoeratoera niet zomaar zelf actief op zoek mocht gaan naar wetsovertredingen als daarvoor geen aanwijzingen voorhanden waren. De functie van algemeen toezicht bleef echter overeind. 
In de nieuwe conceptgrondwet voor de Russische Federatie was aanvankelijk wel een artikel opgenomen dat de bevoegdheden van het Openbaar Ministerie diende te beperken tot strafvervolging. Uiteindelijk werd op advies van de nieuwe Procureur-generaal, Aleksej Kazannik, dit element geschrapt en kwam in de uiteindelijke grondwet te staan dat 'de bevoegdheden, organisatie en werkwijze van het Openbaar Ministerie van de Russische Federatie door de federale wet worden bepaald.'
In 1995 waren er twee nieuwe conceptwetten over het Openbaar Ministerie. De ene, ingediend door leden van de Staatsdoema, was uit op een grondige hervorming van het Openbaar Ministerie, met een beperking van de bevoegdheden tot strafrechtelijke vervolging; de andere, gesteund door president Boris Jeltsin en het Openbaar Ministerie, liet het Openbaar Ministerie min of meer onaangetast. Het laatste voorstel, ingediend door het Openbaar Ministerie, werd verdedigd met het feit dat 'onder de huidige toestand van een Rusland met snel toenemende misdaad en wetsovertredingen, en het ontbreken van respect voor de wet, het prematuur is om procuratureel toezicht over de implementatie van de wet, te verwerpen.' Wel stond er in dit laatste voorstel een hoofdstuk waarin de bevoegdheden van het Openbaar Ministerie werden opgesomd met betrekking tot het toezicht op de inachtneming van de rechten van mens en burger. Dit voorstel werd uiteindelijk in 1995 wet. Hierdoor bleef de functie van algemeen toezicht, waaronder ook veel civiele bevoegdheden vielen, van het Openbaar Ministerie in grote lijnen gehandhaafd. 
Op deze manier wordt het Openbaar Ministerie door sommigen al 'het oog van de president' genoemd.